# Fibulia ramosa
Fibulia ramosa är en svampdjursart som först beskrevs av Ridley och Arthur Dendy 1886.  Fibulia ramosa ingår i släktet Fibulia och familjen Dendoricellidae. Inga underarter finns listade i Catalogue of Life.